# Lancer du poids féminin aux championnats du monde d'athlétisme 2023
Pour des articles plus généraux, voir Championnats du monde d'athlétisme 2023 et Lancer du poids aux championnats du monde d'athlétisme.
Navigation
Eugene 2022 Tokyo 2025
L'épreuve du lancer du poids féminin des championnats du monde de 2023 se déroule le 26 août 2023 au sein du Centre national d'athlétisme à Budapest, en Hongrie.

## Mimimas
La période de qualification est comprise entre le 31 juillet 2022 et le 30 juillet 2023. Le minima de qualification est fixé à 18,80 m.

## Résultats

### Qualifications
Qualification : 19,10 m (Q) ou les 12 meilleures lanceuses (q).
| Rang | Groupe | Athlète                  | Pays             | Essais | Essais | Essais | Marque | Notes |
| Rang | Groupe | Athlète                  | Pays             | 1      | 2      | 3      | Marque | Notes |
| ---- | ------ | ------------------------ | ---------------- | ------ | ------ | ------ | ------ | ----- |
| 1    | A      | Jessica Schilder         | Pays-Bas         | 19.64  |        |        | 19.64  | Q, SB |
| 2    | B      | Auriol Dongmo            | Portugal         | 19.59  |        |        | 19.59  | Q     |
| 3    | B      | Yemisi Ogunleye          | Allemagne        | 19.44  |        |        | 19.44  | Q, PB |
| 4    | A      | Maggie Ewen              | États-Unis       | 19.42  |        |        | 19.42  | Q     |
| 5    | A      | Sarah Mitton             | Canada           | 19.37  |        |        | 19.37  | Q     |
| 6    | A      | Danniel Thomas-Dodd      | Jamaïque         | 17.75  | 18.77  | 19.36  | 19.36  | Q     |
| 7    | B      | Chase Ealey              | États-Unis       | 19.27  |        |        | 19.27  | Q     |
| 8    | B      | Gong Lijiao              | Chine            | 19.16  |        |        | 19.16  | Q     |
| 9    | A      | Sara Gambetta            | Allemagne        | 18.70  | 18.29  | 18.39  | 18.70  | q     |
| 10   | B      | Jorinde van Klinken      | Pays-Bas         | 18.66  | 17.68  | 18.19  | 18.66  | q     |
| 11   | A      | Song Jiayuan             | Chine            | 18.40  | 18.54  | 18.64  | 18.64  | q     |
| 12   | B      | Madison-Lee Wesche       | Nouvelle-Zélande | 18.59  | 18.10  | 17.93  | 18.59  | q     |
| 13   | A      | Axelina Johansson        | Suède            | 18.57  | X      | X      | 18.57  |       |
| 14   | B      | Fanny Roos               | Suède            | 17.82  | 18.41  | X      | 18.41  |       |
| 15   | B      | Julia Ritter             | Allemagne        | 17.40  | 18.41  | 17.34  | 18.41  | SB    |
| 16   | A      | Jessica Inchude          | Portugal         | 17.74  | X      | 18.16  | 18.16  |       |
| 17   | B      | Zhang Linru              | Chine            | 17.46  | 17.62  | 18.08  | 18.08  |       |
| 18   | B      | Sara Lennman             | Suède            | 18.05  | 17.44  | 17.71  | 18.05  |       |
| 19   | A      | Alida van Daalen         | Pays-Bas         | 16.95  | 17.93  | 17.58  | 17.93  |       |
| 20   | A      | Anita Márton             | Hongrie          | 16.69  | 17.67  | 17.85  | 17.85  |       |
| 21   | B      | Eliana Bandeira          | Portugal         | X      | X      | 17.79  | 17.79  |       |
| 22   | A      | Dimitriana Bezede        | Moldavie         | 16.85  | 17.69  | X      | 17.69  |       |
| 23   | A      | Adelaide Aquilla         | États-Unis       | 17.42  | 17.14  | 17.29  | 17.42  |       |
| 24   | B      | Klaudia Kardasz          | Pologne          | 17.27  | X      | X      | 17.27  |       |
| 25   | A      | Ana Caroline Silva       | Brésil           | X      | 16.63  | 17.18  | 17.18  |       |
| 26   | B      | Jalani Davis             | États-Unis       | X      | 16.93  | X      | 16.93  |       |
| 27   | A      | Erna Sóley Gunnarsdóttir | Islande          | 16.68  | 15.73  | 16.07  | 16.68  |       |
| 28   | B      | Livia Avancini           | Brésil           | 16.62  | X      | 16.26  | 16.62  |       |
| 29   | A      | Eveliina Rouvali         | Finlande         | 16.36  | 16.43  | 16.61  | 16.61  |       |
| 30   | B      | Ivana Xennia Gallardo    | Chili            | 16.55  | X      | X      | 16.55  |       |
| 31   | A      | Senja Mäkitörmä          | Finlande         | 16.27  | 16.21  | 16.19  | 16.27  |       |
| 32   | B      | Ischke Senekal           | Afrique du Sud   | 14.96  | 16.20  | 14.89  | 16.20  |       |
| 33   | B      | Emilia Kangas            | Finlande         | 15.94  | X      | X      | 15.94  |       |
| 34   | A      | Yusun Jeong              | Corée du Sud     | X      | 14.84  | 15.56  | 15.56  |       |
| 35   | B      | Grace Tennant            | Canada           | X      | X      | X      | NM     |       |

### Finale
| Rang               | Athlète             | Pays             | Essais | Essais | Essais | Essais | Essais | Essais | Marque  | Notes |
| Rang               | Athlète             | Pays             | 1      | 2      | 3      | 4      | 5      | 6      | Marque  | Notes |
| ------------------ | ------------------- | ---------------- | ------ | ------ | ------ | ------ | ------ | ------ | ------- | ----- |
| Médaille d'or      | Chase Ealey         | États-Unis       | 20.35  | 19.71  | x      | 20.04  | 20.43  | x      | 20,43 m | SB    |
| Médaille d'argent  | Sarah Mitton        | Canada           | 19.17  | 19.27  | 19.90  | 19.30  | 20.08  | x      | 20,08 m | SB    |
| Médaille de bronze | Gong Lijiao         | Chine            | 18.89  | 19.37  | x      | 19.69  | 19.67  | 19.35  | 19,69 m |       |
| 4                  | Auriol Dongmo       | Portugal         | 18.79  | 19.63  | x      | 19.69  | 19.55  | x      | 19,69 m |       |
| 5                  | Danniel Thomas-Dodd | Jamaïque         | 19.38  | 19.33  | 19.59  | x      | 18.61  | 18.98  | 19,59 m |       |
| 6                  | Maggie Ewen         | États-Unis       | 19.51  | 19.21  | 18.65  | x      | 19.27  | 19.49  | 19,51 m |       |
| 7                  | Madison-Lee Wesche  | Nouvelle-Zélande | 18.81  | x      | 19.47  | 19.41  | 19.51  | x      | 19,51 m | PB    |
| 8                  | Jessica Schilder    | Pays-Bas         | 18.25  | 19.13  | 19.26  | x      | x      | 18.14  | 19,26 m |       |
| 9                  | Jorinde van Klinken | Pays-Bas         | 19.05  | 18.45  | x      |        |        |        | 19,05 m |       |
| 10                 | Yemisi Ogunleye     | Allemagne        | x      | 18.97  | x      |        |        |        | 18,97 m |       |
| 11                 | Song Jiayuan        | Chine            | 18.50  | 18.18  | 18.90  |        |        |        | 18,90 m |       |
| 12                 | Sara Gambetta       | Allemagne        | 18.70  | x      | 18.71  |        |        |        | 18,71 m |       |

## Légende
Records et Performances
- AR : Record continental (area record)
- CR : Record des championnats (championship record)
- MR : Record du meeting (meet record)
- NR : Record national (national record)
- OR : Record olympique (olympic record)
- PR : Record paralympique (paralympic record)
- PB : Record personnel (personal best)
- SB : Meilleure performance personnelle de la saison (season's best)
- WL : Meilleure performance mondiale de l'année (world leader)
- WJR : Record du monde junior (world junior record)
- WR : Record du monde (world record)

Circonstances et Conditions
- DNF : N'a pas terminé (did not finish)
- DNS : N'a pas pris le départ (did not start)
- DQ : Disqualification (disqualification)
- NM : Aucun essai valable enregistré (No Mark)
- Q : Qualifié « directement » au prochain tour (ou à la prochaine compétition), lors d'une compétition majeure, grâce au classement ou à la réalisation des minima (automatic qualifier)
- q : Qualifié au prochain tour (ou à la prochaine compétition), lors d'une compétition majeure, grâce au repêchage ou à la réalisation de l'une des meilleures performances parmi celles des « non qualifiés directement » (grâce au meilleur temps ou à la meilleure distance par exemple) (secondary qualifier)